# TVN Warszawa
TVN 24 Warszawa – portal informacyjny skierowany do mieszkańców Warszawy. Wcześniej była to polska regionalna stacja telewizyjna o profilu informacyjno-rozrywkowym. Kanał został stworzony jako konkurencja dla TVP Warszawa. Początkowo był pasmem lokalnym skierowanym do Warszawy, gdzie przez kilka/kilkanaście minut nadawano „Fakty Warszawa” na przemian o godzinach 16:30, 17:00 i 17:15.

## Historia

### Lata 1997–2000: Pasmo lokalne
3 października 1997 rozpoczęła nadawanie jako część TVN nadająca w województwie warszawskim, a od 1999 w województwie mazowieckim. Tam emitowany był o różnych porach regionalny serwis „TVN Fakty Warszawa”. Ze względu na budowę sieci nadajnikowych, stacje regionalne przestały spełniać swoje funkcje, przez co je zamknięto w 2000. Zastąpione zostały przez ogólnopolskie wydanie „Faktów” w TVN.

### Lata 2008–2011: Kanał telewizyjny
1 grudnia 2008 rozpoczęła testową emisję. Emitowane były piloty wybranych pozycji programowych.
Po 8 latach nieobecności, 15 grudnia 2008 o 17:45 stacja oficjalnie rozpoczęła nadawanie sygnału głównym wydaniem dziennika „Stolica”. Przez całą dobę nadawano kodowany sygnał na satelicie Hot Bird. Program był tworzony przez zespół 70 dziennikarzy.
Kanał był dostępny w platformach: n oraz Cyfra+, Neostrada TP z telewizją (DTH), Telewizja na kartę oraz był dostępny w sieciach kablowych: UPC, Aster, Multimedia Polska, Neostrada TP z telewizją (IPTV) i Vectra. Kanał nadawano także testowo w technologii DVB-T z Pałacu Kultury i Nauki na kanale 53 z mocą 3kW.
Od 1 grudnia 2010 satelitarny sygnał TVN Warszawa był zakodowany. Program nie był już kanałem otwartym, a dostępny był jedynie na platformie „n”, w Cyfrze+, „Neostrada TP z telewizją” oraz w „Telewizji na kartę”. TVN Warszawa dostępna była również w sieciach kablowych oraz naziemnie w okolicach Warszawy. 25 marca 2011 kanał grupy ITI TVN Warszawa zaprzestał nadawania programów na żywo, a całkowite nadawanie programu telewizyjnego zakończył w maju 2011 z powodu nierentowności kanału. Grupa ITI zdecydowała się na kontynuowanie projektu, ale wyłącznie w formie platformy internetowej.

## Programy
- Rytm Miasta – przewodnik po Kinach i Teatrach w Warszawie, program prowadzą na zmianę Weronika Wawrzkowicz, Kamila Ryciak, Tomasz Florkiewicz, Krzysztof Grzybowski oraz Wojciech Jermakow i Aleksandra Mikołajczyk, emitowany był od poniedziałku do piątku o godzinie 20:00 oraz w sobotę w niedzielę o 8:00.
- Witaj Warszawo – Magazyn poranny TVN Warszawa w którym są emitowane Informacje ze Stolicy, Ulice, Przegląd Prasy, Prognoza Pogody, Sport i portal internetowy www.tvnwarszawa.pl – program prowadzą Janusz Zadura, Agnieszka Górniakowska i Fabiola Samborska – był emitowany od poniedziałku do piątku o 7:00.
- Miejski Reporter – Magazyn Reporterów TVN Warszawa, program był emitowany od poniedziałku do piątku o 17:00, program prowadzą na zmianę: Igor Sokołowski i Hanna Laudowicz, rzadziej Małgorzata Prokopiuk-Kępka.
- Odrobina Miasta – Witold Odrobina prezentuje najciekawsze miejsca w Warszawie, a także warszawskich ludzi pozytywnie zakręconych, program był emitowany o 19:45 we wtorki, czwartki i piątki.
- Jazda Warszawska – program, w którym Hubert Radzikowski sprawdza informacje drogowe tygodnia, a także Drogowe Absurdy, program był emitowany w sobotę o 18:05.
- Taxi Story – znany z Radia Eska Krzysztof Jankes Jankowski w roli taksówkarza słucha ludzi których wozi po Warszawie, program był emitowany od wtorku do czwartku o 21.15
- Nasza Legia – program, w którym są emitowane wydarzenia z klubu sportowego Legia Warszawa – program był emitowany w poniedziałek i środę o 21:00.
- Komenda Stołeczna – program, w którym są prezentowani warszawscy policjanci, zajmujący się sprawami kryminalnymi; był emitowany w poniedziałek i środę o godzinie 21:15.
- Kupujemy – program, w którym są prezentowane produkty w warszawskich sklepach, program był emitowany we wtorek o 21:00.
- Nieruchomości – program, w którym są prezentowane warszawskie mieszkania na sprzedaż, program był emitowany w poniedziałek i środę o 19:45.
- Smaki Miasta – Krystian Zalejski prezentuje restauracje w Warszawie, program był emitowany w sobotę o 11:35.
- Styl Warszawski – program, w którym są prezentowani warszawscy raperzy, program był emitowany w niedziele po Rytmie Miasta.
- Storyboard – program, w którym są prezentowane miejsca w Warszawie np. dawne Kino Moskwa czy Aleja Szucha.
- Twój Wybór – program, w którym kandydaci na radnych w wyborach samorządowych w 2010 z różnych dzielnic Warszawy prezentują swój program wyborczy, program był emitowany o 18:50, program prowadzi Małgorzata Prokopiuk-Kępka.
- Dom Deco – program, w którym są prezentowane wnętrza architektury Warszawy.
- Z Lotu Ptaka – program, w którym są prezentowane Inwestycje Warszawy wraz z gośćmi.
- Za Kurtyną – program, w którym warszawscy aktorzy prezentują teatry, w których pracują.
- Filmowa Warszawa – program, w którym Andrzej Sołtysik prezentuje miejsca, które były spotkane w filmach.
- 2 Dni Wolnego – Witold Odrobina prezentuje miejsca wakacyjne w całym województwie mazowieckim.
- Spotkania Doroty – aktorka Dorota Deląg rozmawia z gośćmi np. z Piotrem Fronczewskim w Teatrze Ateneum.
- Stacja – serial TVN Warszawa, prezentujący bohaterów którzy pracują w jednej z telewizji w Warszawie, wnętrze studia było kręcone w studiu TVN Warszawa.
- List Gończy – program, w którym są prezentowane kryminalne miejsca.
- Błyskawiczny Program Historyczny – Maciej Łubieński i Michał Wójcik prezentują miejsca historyczne Warszawy.
- Coś dla siebie – Maja Popielarska prezentuje mieszkańcom Warszawy jak jeść zdrowo i jak schudnąć.
- Doba do – seria 11 dokumentów przedstawiających kulisy i przygotowania do ważnych wydarzeń w Warszawie.
- Doktor Łapa – program, w którym są prezentowane zwierzaki Warszawy.
- Goście Goście – Elisabeth Duda prezentuje zagranicznych mieszkańców Warszawy i okolic.
- Serial w Wielkim Mieście – program, w którym są emitowane plany seriali telewizyjnych kręconych w Warszawie.

Serwisy TVN Warszawa
- Stolica (2008–2011) – serwis informacyjny TVN Warszawa emitujący o 17:45 i 21:30 w programie są prezentowane Informacje z Warszawy i okolic, program prowadzili Janusz Zadura, Małgorzata Prokopiuk-Kępka, Hanna Laudowicz oraz Igor Sokołowski.
- TVN Fakty Warszawa (1997–2000) – Regionalne wydanie Faktów w województwach warszawskim i mazowieckim (od 1999 roku). Emitowany w latach 1997–2000, o różnych porach. Informował on o wydarzeniach z Mazowsza i Warszawy.